# Nephalius spiniger
Nephalius spiniger is een keversoort uit de familie van de boktorren (Cerambycidae). De wetenschappelijke naam van de soort werd voor het eerst geldig gepubliceerd in 1847 door Charles Émile Blanchard.